# Trần Linh
Trần Linh (sinh năm 1929 - mất năm 2022) là một sĩ quan cấp cao trong Quân đội nhân dân Việt Nam, hàm Trung tướng. Ông nguyên là Phó Tư lệnh phụ trách về Chính trị Bộ đội Biên phòng Việt Nam.

## Thân thế và sự nghiệp
Ông quê tại xã Cự Khôi, huyện Gia Lâm, thành phố Hà Nội. Lớn lên tại thị trấn Ninh Giang, tỉnh Hải Dương.
Tháng 7 năm 1945, ông tham gia Đội Thiếu niên Tiền phong cứu quốc, làm liên lạc cho Việt Minh hoạt động tại thị trấn Ninh Giang.
Tháng 4 năm 1946, ông nhập ngũ vào Đội tuyên truyền vũ trang ở Tiểu đoàn Quảng Yên
Tháng 8 năm 1946, học lớp đào tạo Chính trị viên Trung đội của Khu 3, sau khi tốt nghiệp ông là Chính trị viên Trung đội đóng quân ở Đồ Sơn
Tháng 3 năm 1947, Chính trị viên Trung đội Tiểu đoàn 160 (Phủ Thông) chủ lực cơ động của Bộ Quốc phòng (sau chuyển thành Tiểu đoàn 11)
Tháng 9 năm 1949, Chính trị viên đại đội thuộc Tiểu đoàn 11 Trung đoàn 141 Đại đoạn 308, sau Trung đoàn này chuyển về Đại đoàn 312
Tháng 1 năm 1951, Trưởng tiểu ban Tuyên huấn Trung đoàn 141-Ba vì Anh dũng
Tháng 1 năm 1952, Chính trị viên phó (1952-1953), Chính trị viên Tiểu đoàn 11 kiêm Bí thư Tiểu đoàn ủy
Tháng 6 năm 1954, Chủ nhiệm Chính trị Trung đoàn 209 – Sông Lô anh hùng – Đại đoàn 312 rồi đi học Trường Quân chính Bắc Sơn, Trưởng ban Tuyên huấn Đại đoàn 312.
Tháng 10 năm 1955, ông là Phó Chủ nhiệm Chính trị Đại đoàn 325 Quân khu 4
Năm 1958, đi học Trung cao Chính trị tại Trường Chính trị Trung cao
Tháng 8 năm 1959, Phó Chủ nhiệm Phòng Chính trị, trực tiếp phụ trách Chủ nhiệm Khoa Công tác Đảng công tác Chính trị Trương Trung cao Chính trị
Năm 1962, đi học tại Học viện Quân chính Lê-nin (Liên Xô).
Năm 1965 ông làm công tác biên soạn giáo khoa công tác Đảng, công tác Chính trị đại đội tại Tổng cục Chính trị
Tháng 3 năm 1966, Cục phó Cục Chính trị kiêm Trưởng phòng Tổ chức Học viện Chính trị
Tháng 8 năm 1966, Phó Chính ủy Bộ Tư lệnh Phòng không Quân khu 4 kiêm Bí thư Đảng ủy Bộ Tư lệnh Phòng không Quân khu
Tháng 12 năm 1968, Chính ủy Bộ Tư lệnh Phòng không nam Khu 4, Chính ủy Sư đoàn Phòng không 375
Tháng 4 năm 1969, Phó Chủ nhiệm Chính trị Quân khu 4
Tháng 6 năm 1970, Phó Chủ nhiệm Chính trị Học viện Chính trị
Năm 1978, ông được bổ nhiệm giữ chức vụ Chủ nhiệm Chính trị Binh đoàn 687 Quân tình nguyện và chuyên gia Quân sự tại nước Cộng hòa Dân chủ Nhân dân Lào
Tháng 7 năm 1981, Chủ nhiệm Chính trị Bộ đội Biên phòng
Tháng 10 năm 1985, Phó Tư lệnh về Chính trị Bộ đội Biên phòng
Tháng 5 năm 1998, ông nghỉ hưu.
Thiếu tướng (12.1985), Trung tướng (12.1992).
Ông mất ngày 26 tháng 4 năm 2022 tại Hà Nội, hưởng thọ 93 tuổi.

## Khen thưởng
Huân chương Quân công (hạng Nhì, Ba)
Huân chương Chiến công (1 hạng Nhì, 2 hạng Ba)
Huân chương Chiến thắng (chống Pháp) hạng Nhì
Huân chương Kháng chiến chống Mỹ hạng Nhất
Huân chương Chiến sĩ vẻ vang (hạng Nhất, Nhì, Ba)
Huân chương Ít-xa-la (Nhân dân) hạng Nhất của Nhà nước Lào
Huy chương Quân kỳ quyết thắng
Huy hiệu 50 năm tuổi Đảng